# Щиглиці (Малопольське воєводство)
Щиглиці (пол. Szczyglice) — село в Польщі, у гміні Забежув Краківського повіту Малопольського воєводства. Населення — 682 особи (2011).

## Демографія
Демографічна структура станом на 31 березня 2011 року:
|          | Загалом | Допрацездатний вік | Працездатний вік | Постпрацездатний вік |
| -------- | ------- | ------------------ | ---------------- | -------------------- |
| Чоловіки | 321     | 54                 | 236              | 31                   |
| Жінки    | 361     | 61                 | 208              | 92                   |
| Разом    | 682     | 115                | 444              | 123                  |